# Perkeo

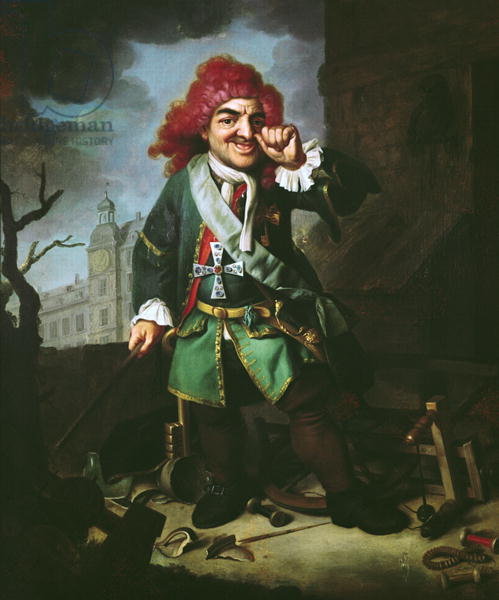
Perkeo, retratado por Johann Georg Dathan hacia 1725.

El enano Perkeo, nacido Clemens Pankert, según otras fuentes Giovanni Clementi (1702, Salorno-1773/80) fue un notable bufón y luego guardián, copero y enano de corte del elector palatino Carlos III Felipe en Heidelberg. Se convirtió en un símbolo famoso de la ciudad y la región y desde entonces su nombre, figura e historia aparecen en numerosas fiestas y canciones populares, instituciones culturales, hoteles, restaurantes y empresas particulares.

## Vida
Su ciudad natal fue Salorno, en el Tirol (hoy Provincia autónoma de Bolzano), donde trabajó como fabricante de botones hasta que le descubrió en 1716 el príncipe elector del palatinado Carlos III Felipe en su mandato como gobernador del Tirol y le tomó como curiosidad. Su historia está sembrada de leyendas y anécdotas.
Al principio llegó a la corte como bufón, como curiosidad para el entretenimiento de los príncipes y cortesanos. Su nombre artístico le vino del hecho de que, siempre que alguien le preguntaba si quería una copa más de vino, él respondía en italiano "perché no?" ("¿por qué no?").
Perkeo era famoso por la cantidad de vino que bebía a pesar de su tamaño. El vino había sido la única bebida que había tomado desde la infancia. Al parecer, un día bebió entre 20 y 30 litros. Probablemente sufría una falta congénita de vasopresina debido a diabetes insípida. Su enanismo se debía probablemente a pseudoacondroplasia. Como sabía mucho de vino, sus tareas incluyeron posteriormente las de copero y guardián del contenido de la bodega del castillo, y particularmente del contenido del gran barril del castillo, que tenía una capacidad de 221.726 litros, el más grande del mundo, creando un fuerte contraste con el pequeño y divertido bufón.

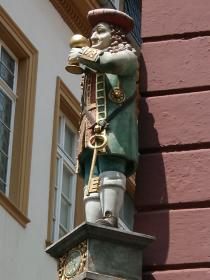
Estatua de Perkeo en Heidelberg.

Hay numerosas leyendas relacionadas con su vida, réplicas ingeniosas y bromas en la corte así como sobre su muerte. Según la leyenda popular, Perkeo cayó enfermo por primera vez en su vida como octogenario. Un médico le aconsejó dejar el vino de inmediato y beber en su lugar agua. A pesar de su gran escepticismo y temor, Perkeo decidió seguir el consejo. Murió al día siguiente.